# Kadir Özmen
Abdulkadir Özmen (ur. 4 października 1992) – turecki zapaśnik walczący w stylu wolnym. Zajął dziesiąte miejsce w Pucharze Świata w 2013. Wicemistrz świata juniorów w 2011 i Europy kadetów w 2009. Mistrz Europy juniorów w 2011 i drugi w 2012 roku.